# Florencio Domínguez Iribarren
Florencio Domínguez Iribarren (Caparroso, Navarra, 1956) és un periodista espanyol. Actualment dirigeix la fundació Centre per a la Memòria de les Víctimes del Terrorisme.
És llicenciat en Ciències de la Informació per la Universitat de Navarra (1978) i doctor en Comunicació Pública pel mateix centre. Va ser redactor cap del vespertí de Tenerife Jornada i posteriorment de l'agència de notícies VascoPress entre 1982 i 2015. També va ser analista en els periòdics La Vanguardia, El Correo de Bilbao i Diario de Navarra. És considerat expert en informació sobre terrorisme a Espanya.
Ha publicat diversos estudis i recerques, especialment relacionades amb ETA. Ha rebut Posseeix el Premi Javier Bueno de 2009 de l'Associació de la Premsa de Madrid al periodisme especialitzat, el Premi Internacional Covite 2010, la Gran Creu de l'Orde del Mèrit Civil des de 2015, i el Premi de Periodisme Francisco Cerecedo de 2017.

## Obres
- ETA: estrategia organizativa y actuaciones (1978-1992) (1998)
- De la negociación a la tregua. ¿El final de ETA? (1998)
- Dentro de ETA. La vida diaria de los terroristas (2002)
- Las raíces del miedo (2003)
- ETA en Cataluña. Desde Terra Lliure a Carod Rovira (2005)
- Josu Ternera: una vida en ETA (2006)
- Las conexiones de ETA en América (2010)
- La agonía de ETA (2012)
- Vidas rotas: historia de los hombres, mujeres y niños víctimas de ETA (coautor)
- La historia de ETA (coautor)